# Adolf IX.
Adolf IX., nach anderer Zählung Adolf X. (* um 1375; † 1426) wurde als Sohn von Otto I. von Holstein-Pinneberg und Mechthild von Braunschweig-Lüneburg geboren. Er war verheiratet mit Helene von Hoya. Er regierte Holstein-Pinneberg und die Stammgrafschaft Schauenburg von 1404 bis 1426.